# Sabrano
Sabrano kompilacijski je album zagrebačkog rock glazbenika Drage Mlinarca, koji izlazi 1980.g. Produkciju albuma radi zajedno s Tini Vargom, na kojemu realizira osobnu antologiju novih verzija ranije objavljenih skladbi. Na albumu se nalazi deset skladbi koje su zaokružile dotadašnji njegov rad.

## Popis pjesama
1. "Noćna ptica" (2:33)
2. "Besciljni dani" (4:19)
3. "Grad" (4:00)
4. "Trkalište" (5:04)
5. "Glas s broja" 514 913 (5:12)
6. "Osmijeh" (3:42)
7. "Povratak" (4:23)
8. "Trebao sam ali nisam" (1:56)
9. "Pjesme s planine" (6:12)
10. "Prolazi jesen" (5:22)

## Izvođači
- Drago Mlinarec - vokal, akustična gitara, električna gitara, usna harmonika, daire
- Tihomir Tinnie Varga - električna & akustična gitara, Roland gitara sinzisajzer, bas-gitara, prateći vokali
- Gunnar Bylla Bylin - bubnjevi, udaraljke, sinzisajzer

### Gosti na albumu
- Per Frykedal - bubnjevi (skladba 6)
- Henrik Janson - električna gitara (skladba 9)
- Eduard Matesic - električna gitara, prateće vokali (skladba 9)
- Patrik Karlsson - bas-gitara (skladba 9)
- Leif Martinsson - bubnjevi (skladba 9)

## Produkcija
- Producenti: Drago Mlinarec, Tini Varga
- Fotografija: Toni Henriksen

## Vanjske poveznice
- Diskografija Drage Mlinarca